# Фафале, Бенджамин
Бенджамин Фафале (англ. Benjamin Fafale; род. 14 сентября 1968, Соломоновы Острова) — соломонский тяжелоатлет, представитель средней весовой категории. Выступал за сборную Соломоновых Островов по тяжёлой атлетике в конце 1980-х годов, участник летних Олимпийских игр в Сеуле.

## Биография
Бенджамин Фафале родился 14 сентября 1968 года на Соломоновых Островах.
Наивысшего успеха в своей спортивной карьере добился в возрасте 20 лет в сезоне 1988 года, когда вошёл в основной состав соломонской национальной сборной и благодаря череде удачных выступлений удостоился права защищать честь страны на летних Олимпийских играх в Сеуле — был здесь самым молодым представителем своей команды. Выступал в зачёте средней весовой категории, в рывке с первой попытки взял вес 80 кг, затем вторая его попытка на вес 85 кг оказалась неудачной, но третья всё же была результативной. В толчке благополучно поднял штанги весом 100 и 105 кг, в третьей попытке безуспешно попытался взять 107,5 кг. Таким образом, в сумме двоеборья набрал 190 кг и с этим результатом расположился в итоговом протоколе соревнований на 22 месте.
После сеульской Олимпиады Фафале больше не показывал сколько-нибудь значимых результатов в тяжёлой атлетике на международной арене.